# Савельево (Переславский район)
Савельево — деревня в Переславском районе Ярославской области при озере Савельево.
Поворот на Савельево находится на 104 километре Ярославского шоссе. От шоссе до деревни Савельево — 2,4 километра новой отсыпной дороги (2010 год), ведущей к Клубному посёлку «Савельево». 

## История
В деревне Савельево обнаружено селище — открытое, неукрепленное поселение железного века. Код памятника — 7600782000. (недоступная ссылка)
В 1557 году деревня Новосельского стана, отданная в вотчину Данилову монастырю вместе с соседней деревней Леднево и с озером. В 1609 году, по словам монастырской описи, здесь «животы пограбили воры литовские люди».